# Dème d'Égine
Le dème d'Égine, en grec moderne : Δήμος Αίγινας / Dímos Éginas, est un dème de l'Attique en Grèce. Il englobe l'ensemble des localités de l'île d'Égine. Le siège du dème est la ville du même nom.
Selon le recensement de 2011, la population du dème compte 13 056 habitants.